# Scamboneura faceta
Scamboneura faceta är en tvåvingeart som beskrevs av Alexander 1927. Scamboneura faceta ingår i släktet Scamboneura och familjen storharkrankar. Inga underarter finns listade i Catalogue of Life.